# Pravoslavná církev v Americe

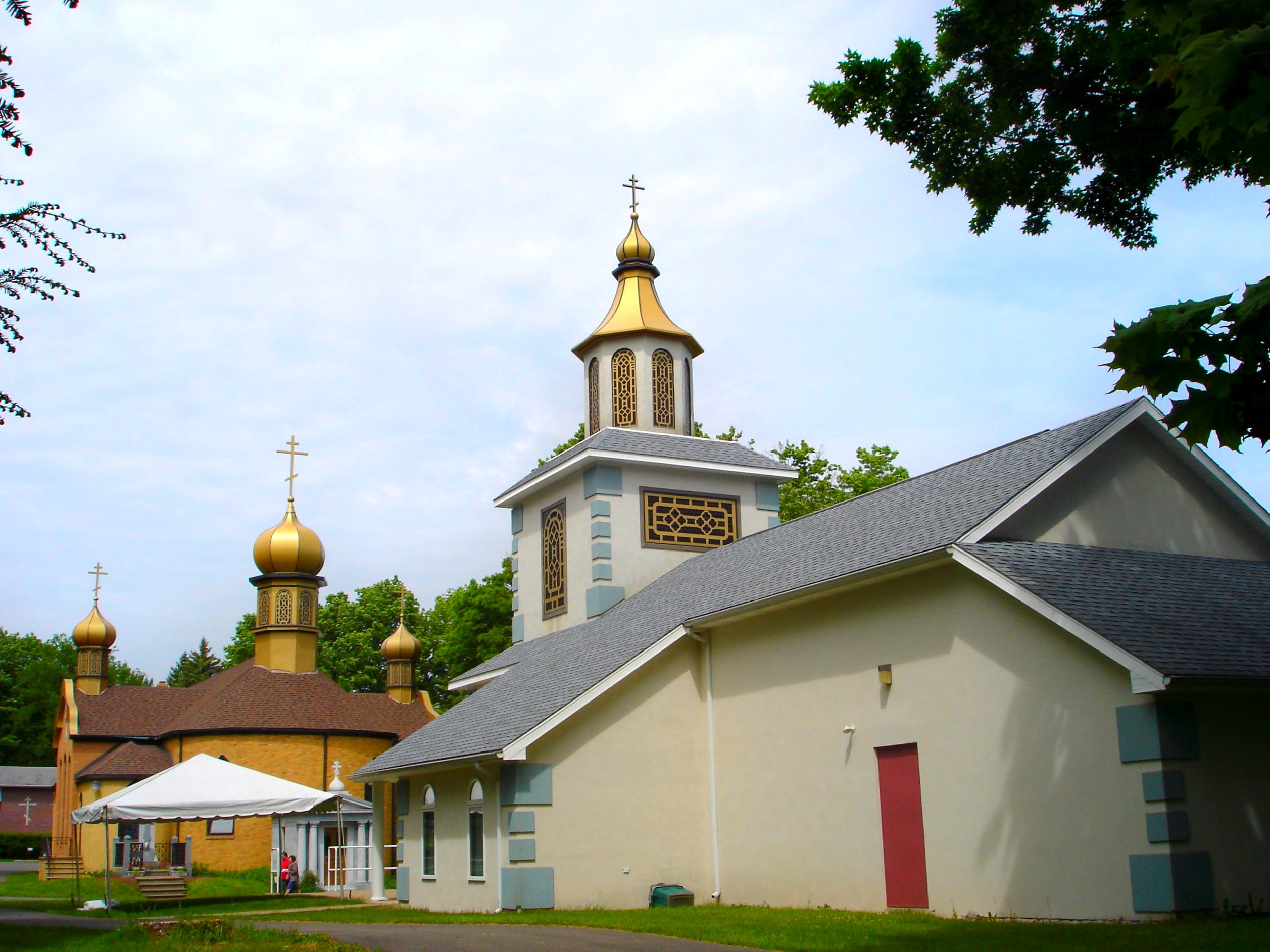
Chrám monastýru svatého Tichona Zadonského

Pravoslavná církev v Americe (OCA – česky PCA) je autokefální církev v Severní Americe.

## Historie

### Misionářská práce

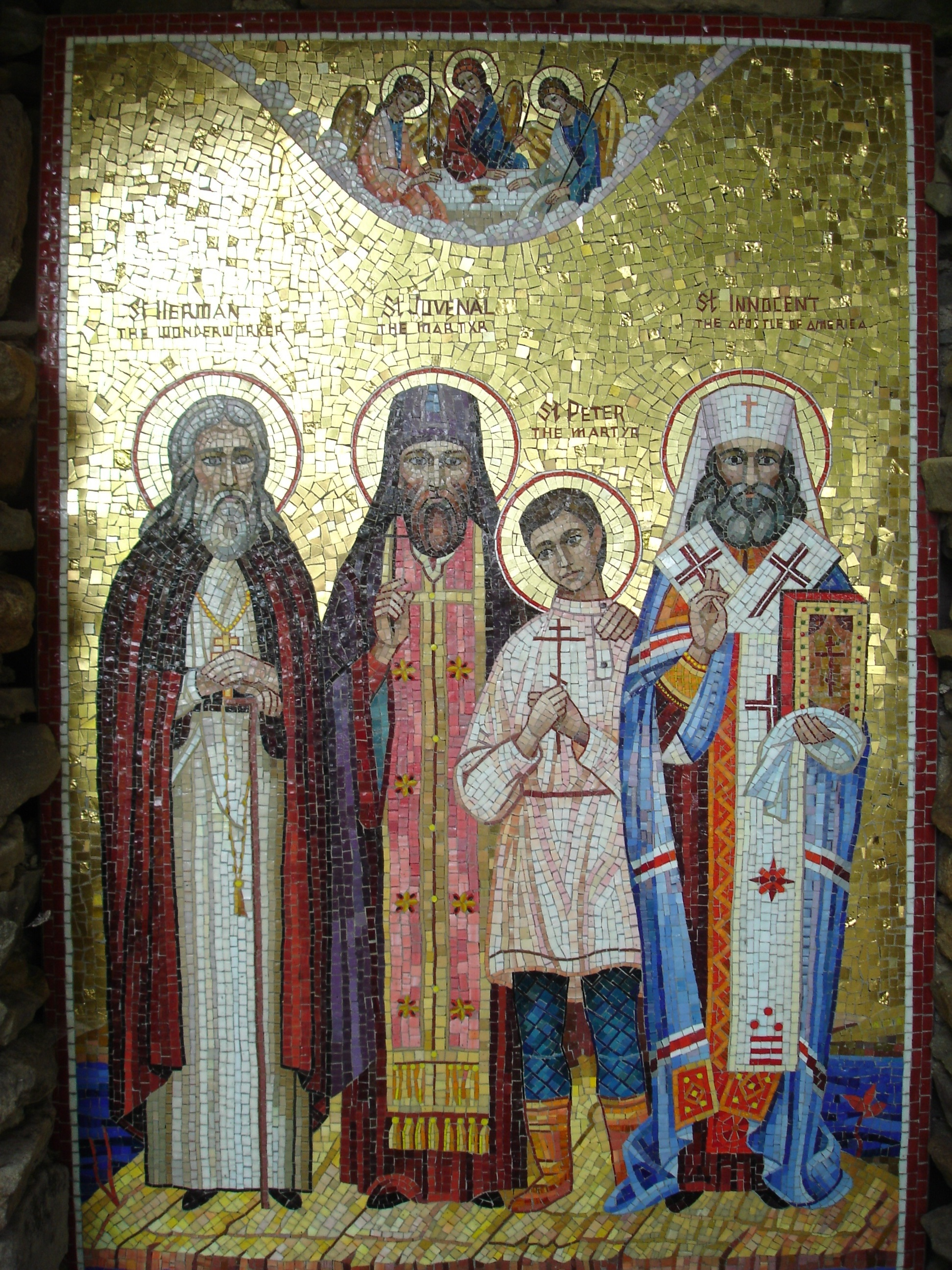
sv. Herman Aljašský, sv. Juvenalij Aljašský, sv. Petr Aleut, sv. Innocenc Aljašský

Prvními domorodými pravoslavnými křesťany byli Aleuti, kteří žili v kontaktu se sibiřskými obchodníky s kožešinami v polovině 18. století. Ruská kolonie na Aljašce byla založena roku 1784 obchodníkem Grigorijem Ivanovičem Šelechovem. Jeho pokus kolonizovat ostrov Kodiak se setkal s odporem domorodého obyvatelstva. Poté se vrátil do Ruska a jako řídícího kolonie ustanovil Alexandra Andrejeviče Baranova.
Vznik církve se datuje k roku 1794 kdy mniši Valaamského kláštera, (archimadrita Joasaf Bolotov, jeromonach Juvenalij Aljašský a jeromonach Makarij a druzi) se stali první misií. Za apoštola Ameriky je považován svatý Herman z Aljašky.
Za arcibiskupa Tichona byla 1. září 1905 Aleutská eparchie přesunuta ze San Francisca do New Yorku.
Od roku 1907 se církev jmenovala: Ruská pravoslavná řeckokatolická církev Severní Ameriky pod jurisdikcí hierarchie Ruské církve.
Po Říjnové revoluci roku 1917 byl Moskevský patriarchát odříznut od svých eparchií a misií v zahraničí a přestal je finančně podporovat.

### Pravoslavní a katolíci
Přestože členové východních katolických církví ve Spojených státech, z nichž většina byli relativně noví přistěhovalci z východní Evropy, nebyli vystaveni takovému fyzickému nebezpečí nebo pronásledování ze strany státních orgánů jako ve východní Evropě nebo na Blízkém východě, naráželi na potíže způsobené nepřátelstvím ze strany latinského (tj. římskokatolického) církevního kléru, který ovládal katolickou hierarchii ve Spojených státech a který je považoval za cizí. Zejména imigrace kněží východního ritu, kteří byli ženatí, což bylo v jejich církvích běžné, ale v latinské církvi absolutně nepředstavitelné, byla zakázána nebo přísně omezena a někteří biskupové latinské církve aktivně zasahovali do pastorační činnosti těch, kteří přišli. Někteří biskupové se snažili zakázat všem nelatinským katolickým kněžím, aby do Spojených států vůbec přicházeli. Mnoho východních katolických přistěhovalců do Spojených států se tak buď asimilovalo do latinské církve, nebo se připojilo k východní pravoslavné církvi. Jeden z bývalých východních katolických kněží, Alexis Toth, je dobře známý tím, že po kritice a sankcích ze strany latinských autorit včetně biskupa z arcidiecéze Saint Paul a Minneapolis Johna Irelanda opustil katolickou církev a připojil se k pravoslavné církvi. Toth byl kanonizován jako východní pravoslavný světec za to, že přivedl až 20 000 nespokojených bývalých východních katolíků k pravoslavné církvi, zejména k americké karpatsko-ruské pravoslavné eparchii.

### Severoamerická metropole

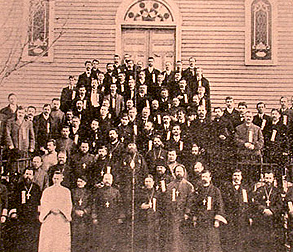
1. americký soubor

Od poloviny dvacátých let 20. století byla ve společenství s Moskevským patriarchátem a byla známa jako Severoamerický metropolitní okruh nebo také Severoamerická metropole. Nenacházela se ve spojení s Arcibiskupským synodem v Sremskim Karlovci (Ruská pravoslavná církev v zahraničí). Představitelem církve v Severní Americe byl arcibiskup Apolinář Koševoj, který byl 1. února 1927 zamítnut Platonem Rožděstvenskim.
Dne 19. prosince 1927 na zasedání Synodu biskupů amerických eparchií Ruské pravoslavné církve byl podán návrh na zřízení nové církevní struktury a to nezávislé, autonomní a autokefální, v čele s Platonem Rožděstvenskim.
Roku 1935 nová hlava metropole metropolita Teofil Paškovskij, podepsal předběžné předpisy Ruské pravoslavné církve v zahraničí, které vstoupily v podání Arcibiskupského synodu v Sremskim Karlovci ve věcech víry, kanoničnosti a zachování vnitřní autonomie.
Na začátku 2. světové války se v Americké metropoli nacházelo asi 400 000 věřících v 330 farnostech rozdělené do 8 eparchií.
Během 2. světové války došlo ke sblížení s Moskevským patriarchátem, ale nebyla s ním ve svazku. Na konci listopadu 1946 na Všeamerickém církevním koncilu v Clevelandu byla potvrzena nerozbitná víra a věrnost metropolity Teofila, který se rozhodl požádat Moskevského patriarchu o přijetí metropolie do svého společenství, při zachování plné autonomie. Koncil oznámil své odstoupení od podřízenosti arcibiskupského synodu RPCZ. V druhé polovině roku 1947 v USA metropolita Leningradu Grigorij Čukov odmítl metropolitní návrh o zachování autonomie.
Dne 12. prosince 1947 Svatý synod RPC odmítl být členem hierarchie Metropolie v čele s metropolitou Teofilem.
Roku 1963 předseda Oddělení pro vnější vztahy Moskevského patriarchátu metropolita Leningradu a Novgorodu Nikodim Rotov se pokusil obnovit vztahy s Americkou metropolií. Ve stejném roku se setkal s metropolitou Leontijem Turkevičem. Poté metropolita Leontij onemocněl a brzy zemřel, proto byly přerušeny další pokusy o zlepšení vztahů.

### Pravoslavná církev v Americe
Dne 9. dubna 1970 Synod Ruské církve obnovil společenství s Metropolií, a patriarchálním tomosem uznala její autokefalitu. Významnou roli v přípravě tohoto rozhodnutí hrál metropolita Leningradu a Novgorodu Nikodim Rotov. 44 farností nechtělo vstoupil do nové autokefální církve, jelikož byli spojeni s patriarchální farností v USA a proto se církev dělila s Konstantinopolským patriarchátem.
Dne 1. září 1982 Pravoslavná církev v Americe oficiálně přišla do juliánského kalendáře ale farnosti měly právo si vybrat vedení liturgického života. Některé farnosti zejména v Pensylvánii přešly k Ruské pravoslavné církvi v zahraničí.
Od roku 2002 do 4. září 2008 byl představitelem církve metropolita Herman Swaiko.
Od 4. září 2008 byl správcem církve arcibiskup Dallasu a Jižních států Dimitri Royster.
Dne 12. listopadu 2008 byl novým metropolitou zvolen biskup Fort Worthu Jonáš Paffhausen. Intronizován byl 28. prosince 2008.
Dne 24. května 2011 metropolita Jonáš a metropolita Hilarion (Kapral) hlava RPCZ spolu poprvé sloužili liturgii a to v Chrámu svatého Mikuláše v New Yorku.
V současné době je hlavou Pravoslavné církve v Americe, arcibiskup washingtonský, metropolita celé Ameriky a Kanady Tichon (Mollard).

## Autokefalita
Autokefalita PCA poskytnutá Moskevským patriarchátem nebyla uznána Konstantinopolským patriarchátem, jen Gruzínskou pravoslavnou církví, Bulharskou pravoslavnou církví, Polskou pravoslavnou církví a Pravoslavnou církví v českých zemích a na Slovensku.

## Eparchie
- Eparchie Washington
  - Představitel – metropolita celé Ameriky a Kanady Tichon
- Eparchie Aljaška
  - Představitel – biskup Sitky a Aljašky David
- Eparchie Východní Pensylvánie
  - Představitel – biskup Filadelfie a Východní Pensylvánie Marek
- Eparchie Západu
  - Představitel – biskup San Francisca a Západu Benjamín
- Eparchie Západní Pensylvánie
  - Představitel – biskup Pittsburghu a Západní Pensylvánie Melchisedech
- Eparchie Nová Anglie
  - Představitel – biskup Bostonu, Nové Anglie a Albana arcibiskup Nikon
- Eparchie New York a New Jersey
  - Představitel – biskup New Yorku a New Jersey Michael
- Eparchie Středozápadu
  - Správce – biskup Toleda a Bulharské eparchie Alexandr
- Eparchie Jihu
  - Správxe – biskup Bostonu, Nové Anglie a Albana arcibiskup Nikon
- Eparchie Rumunska
  - Představitel – arcibiskup Detroitu a Rumunské eparchie Nathaniel
- Eparchie Bulharska
  - Představitel – biskup Toleda a Bulharské eparchie Alexandr
- Archieparchie Albánie
  - Představitel – biskup Bostonu, Nové Anglie a Albana arcibiskup Nikon
- Archieparchie Kanady
  - Představitel – biskup Kanady Irinej
- Eparchie Mexika
  - Představitel – arcibiskup Mexika Alexij

## Představitelé církve
Severoamerická eparchie ve správě irkutského biskupa
- Joasaf Bolotov (1799–1799)

Severoamerická eparchie ve správě kamčatských biskupů
- Innokentij Veniaminov (1840–1868)
- Petr Jekatěrinovskij (1859–1866)
- Pavel Popov (1866–1870)

Aleutští a aljašští biskupové
- Jan Mitropolskij (1870–1877)
- Nestor Zass (1878–1882)
- Vladimir Sokolovskij-Avtonomov (1887–1891)
- Nikolaj Adoratskij (1891–1891)
- Nikolaj Ziorov (1891–1898)

Aleutští a severoameričtí arcibiskupové
- Tichon Běllavin (1898–1907)
- Platon Rožděstvenskij (1907–1914)
- Eudokim Měščerskij (1914–1918)
- Alexandr Němolovskij (1919–1922)

Metropolité celé Ameriky a Kanady
- Platon Rožděstvenskij (1922–1934)
- Teofil Paškovskij (1934–1950)
- Leontij Turkevič (1950–1965)

Metropolité celé Ameriky a Kanady – autokefální
- Irinej Bekiš (1965–1977)
- Silvestr Charuns (1974–1977)
- Theodosius Lazor (1977–2002)
- Herman Swaiko (2002–2008)
- Jonáš Paffhausen (2008–2012)
- Tichon Mollard (od 2012)